# Gersdorffit
Gersdorffit – minerał z gromady siarczków. Należy do grupy minerałów rzadkich. 

## Charakterystyka

### Właściwości
Zazwyczaj tworzy kryształy o pokroju ośmiościanów, 48-ścianów i 12-ścianów pentagonalnych. Występuje w skupieniach ziarnistych, zbitych oraz w zrostach z innymi kruszcami. Jest nieprzezroczysty, szybko matowieje i ciemnieje. Jest dobrym przewodnikiem elektryczności, rozpuszcza się w gorącym kwasie azotowym. Jest podobny do linneitu, chloantytu, ullmannitu. Tworzy paragenezy z millerytem, nikielinem, chloantytem. 

### Występowanie
Jest produktem hydrotermalnym średnich temperatur. 
Najczęściej współwystępuje z takimi minerałami jak: chalkopiryt, syderyt, ullmannit.
Miejsca występowania:
- Na świecie: Niemcy, Czechy, Austria – Tyrol; Gersdorffit występuje też w Kanadzie – Cobalt w Ontario, Sudbury, w Rosji na Uralu oraz na Syberii.

- W Polsce: niewielkie ilości znaleziono w kopalni Miedzianka koło Jeleniej Góry i w Miedziance koło Chęcin.
 Osobne ziarna gersdorffitu rozpoznano w okolicach Jawora (żyły kruszcowe), w bazaltach Pienin i dolnośląskich łupkach miedzionośnych.

### Zastosowanie
Gersdorfit jest wykorzystywany do otrzymywania niklu i arsenu (ruda niklu 35,42% Ni i 45,23% As).